# Burg Grünberg (Magdeburg)
Die Burg Grünberg ist eine abgegangene Niederungsburg bei Magdeburg. In alten Aufzeichnungen wird die Burg Grünberg auch Gronenborch (Grünburg) genannt und als Schloss bezeichnet.

## Geografische Lage
Die Burg Grünberg lag östlich der Elbe zwischen dem Dorf Cracau, heute ein Stadtteil von Magdeburg, und dem Dorf Gübs im heutigen Landkreis Jerichower Land in Sachsen-Anhalt.
In der Nähe der Burg Grünberg gab es ein Dorf Grünberg, das auf Flurkarten des 19. Jahrhunderts als „Dorfstelle Grünberg“ bezeichnet wird.
Gemäß den Flurkarten lag das Dorf Grünberg im Gebiet des heutigen Magdeburger Stadtteils Zipkeleben. Der Stadtteil Neugrüneberg befindet sich in der Nähe des alten Dorfs Grünberg.

## Geschichte
Nachdem Kaiser Otto IV. durch Papst Innozenz III. 1210 exkommuniziert worden war und Erzbischof Albrecht I. von Magdeburg (Albrecht I. von Käfernburg) den Kirchenbann über ihn ausgesprochen hatte, wurde der Erzbischof 1213 durch Friedrich von Kare, einen Vasallen des Kaisers, entführt und auf die Burg Grünberg gebracht. Burggraf Burchard IV von Magdeburg (Burchard V von Querfurt), belagerte die Burg daraufhin sechs Tage lang mit bewaffneten Magdeburger Bürgern und befreite den Erzbischof. Kaiser Otto IV kam zu spät an und verwüstete aus Rache Neustadt, die Dörfer Insleben, Schrotdorf und Frose, außerdem Mühlen und Gehöfte des Erzbischofs. Magdeburg selbst wurde durch seine Bürger geschützt. Erzbischof Albrecht I. veranlasste anschließend die Stadterweiterung von Magdeburg auf dem durch den Kaiser verwüsteten Gebiet. Gerhard, Truchsess und Feldherr des Erzstifts Magdeburg, nahm die Burg Grünberg 1214 mit einer List in einer Nacht ein und erhielt sie daraufhin durch Erzbischof Albrecht I. als Lehn.